# Eduardo Moreiras
Eduardo Moreiras Collazo (Quiroga 1914 - Vigo 1991) fue un escritor español en lengua gallega y castellana. Su temática preferida fue el mar.

## Vida
Estudió, en la Universidad de Santiago de Compostela, Filosofía y Letras. Vivió en Vigo y se casó con Olga Barreiro con quien tuvo tres hijos. Estuvo casado treinta y cinco años, durante los cuales desarrolló la mayor parte de su obra poética. Más tarde casó en segundas bodas con la poetisa Luz Pozo Garza.
Fue fundador y director de la revista Mensajes de Poesía. Tradujo al castellano los poemas de Paul Éluard en 1955. A partir de ese año escribió sólo en gallego. Fue miembro de la Real Academia Gallega.
Mantuvo correspondencia con el también escritor Vicente Aleixandre, si bien nunca llegaron a conocerse.

## Obra

### En castellano
- El bosque encantado, 1947.
- Éxtasis, 1948.
- Los amantes, 1949 (inédito).
- Los oficios, 1952.

### En gallego
- A realidade esencial, 1955 (poesía)
- Paisaxe en rocha viva, 1958 (poesía)
- Os nobres carreiros, 1970 (poesía), considerado su mejor libro.
- Follas de vagar. Xornal (1969-1970), 1972 (diario)
- Primaveira no Lor, 1974 (relatos)
- Fogo soltó, 1976 (relatos)
- O libro dos mortos, 1979 (poesía)

- Datos: Q3398565